# Nicolas Boileau
Nicolas Boileau-Despréaux (Párizs, 1636. november 1. – Párizs, 1711. március 13.) francia költő, esztéta, műkritikus.
A párizsi irodalmi élet szervezője és teoretikusa, 1677-től XIV. Lajos történetírója, 1684-től a Francia Akadémia tagja.

## Életpályája
Egy parlamenti írnok tizenötödik gyermekeként született. Teológiát, majd jogot tanult, s az irodalomnak szentelte az életét. Költői pályafutását irodalmi szalonokban felolvasott szatírákkal kezdte, amelyek félelmetes hírnevet szereztek számára, és az új irodalom szervezőjévé tették. Racine-nal együtt XIV. Lajos udvari történetírója volt.
Az utókor a „Költészettan” (1674) miatt a klasszicizmus dogmatikus törvényhozójának tartotta, pedig újdonsága éppen az volt, hogy a puszta elmélet helyett szenvedélyes költeményt írt maga és nemzedéktársai védelmében. Nemzedékét tartotta a görög–római kor egyetlen törvényes utódjának. A romantikusok mint költőt nagyra becsülték, kiváltképpen szatíráit és „A pulpitus” (Le lutrin, 1674) című vígeposzát.

## Magyarul

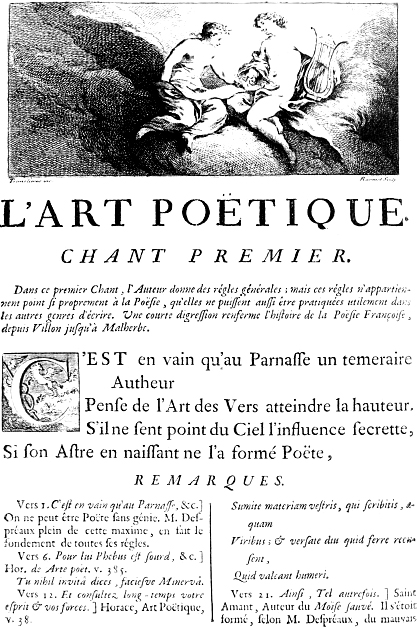
Boileau 1674-es kötetének címoldala

- Bojleau Despreaux Miklósː A’ Pulpitus, egygy Mulatságos Vitézi költemény; magyar versekbe foglalta, ki-adta Kováts Ferenc; Streibig József, Győr, 1789. 136 p.
- A költészetről: tanköltemény négy énekben; ford. Erdélyi János. 2. kiad. Budapest : Franklin-Társulat Magyar Irodalmi Intézet és Könyvnyomda, 1885. 74, [6] p. (Olcsó könyvtár / szerk. Gyulai Pál ; 467-467)
- A pulpitus. Komikus eposz; ford. Lothár László, előszó Lakits Pál, illetve Kondor Lajos; Európa, Bp., 1961. 83 p.
- Költészettan; ford. Rónay György, Vajda Endre; inː Poétikák; jegyz. Osztovits Szabolcs, Unghy-Seress Fanny; Európa, Bp., 2007 (Európa diákkönyvtár)